# Stefan Behringer
Stefan Behringer (* 19. September 1969 in Köln) ist ein deutscher Wirtschaftswissenschaftler.

## Leben und Wirken
Behringer ist seit 2019 an der Hochschule Luzern tätig. Er war von 2013 bis 2019 Präsident der Nordakademie, einer privaten staatlich anerkannten Fachhochschule mit Sitz in Elmshorn. Außerdem hat er eine Professur für Controlling und Corporate Governance an der Nordakademie inne. Vorher war Behringer Professor und Dekan an der EBC Hochschule Hamburg mit Sitz in Hamburg. Nach dem Studium der Betriebswirtschaftslehre und Promotion an der Universität zu Köln, der Copenhagen Business School und der Universität Flensburg war er  zehn Jahre in verschiedenen Positionen bei der Deutschen Post AG und der Olympus Europa Holding GmbH in den Bereichen Controlling und Corporate Governance tätig. Er ist Autor von Büchern und Fachaufsätzen auf den Feldern Compliance, Controlling und Finanzierung/ Unternehmensbewertung. Seit 2012 ist er Chefredakteur der Zeitschrift Risk, Fraud & Compliance (ZRFC).

## Wesentliche Publikationen
- Unternehmenstransaktionen, Erich Schmidt Verlag, Berlin 2013, ISBN 978-3-503-14188-3.
- Unternehmensbewertung der Mittel- und Kleinbetriebe, Erich Schmidt Verlag, 5. neu bearbeitete und erweiterte Auflage, Berlin 2012, ISBN 978-3-503-13876-0.
- Compliance für KMU. Praxisleitfaden für den Mittelstand Berlin 2012, ISBN 978-3-503-13896-8.
- Konzerncontrolling, Berlin Heidelberg 2011, ISBN 978-3-642-13156-1.
- Compliance kompakt. Best Practice im Compliance Management, 2. durchgesehene und wesentlich erweiterte Auflage, Berlin 2011, ISBN 978-3-503-13039-9.
- Cash-flow und Unternehmensbeurteilung. Berechnungen und Anwendungsfelder für die Finanzanalyse, 10. neu bearbeitete Auflage, Berlin 2010, ISBN 978-3-503-12911-9.
- Handbuch Compliance International, Erich Schmidt Verlag, Berlin 2015, ISBN 978-3-503-15649-8.